# Trogoxylon impressum
Trogoxylon impressum är en skalbaggsart som först beskrevs av Comolli 1837.  Trogoxylon impressum ingår i släktet Trogoxylon och familjen kapuschongbaggar. Arten förekommer tillfälligt i Sverige, men reproducerar sig inte. Inga underarter finns listade i Catalogue of Life.

## Bildgalleri

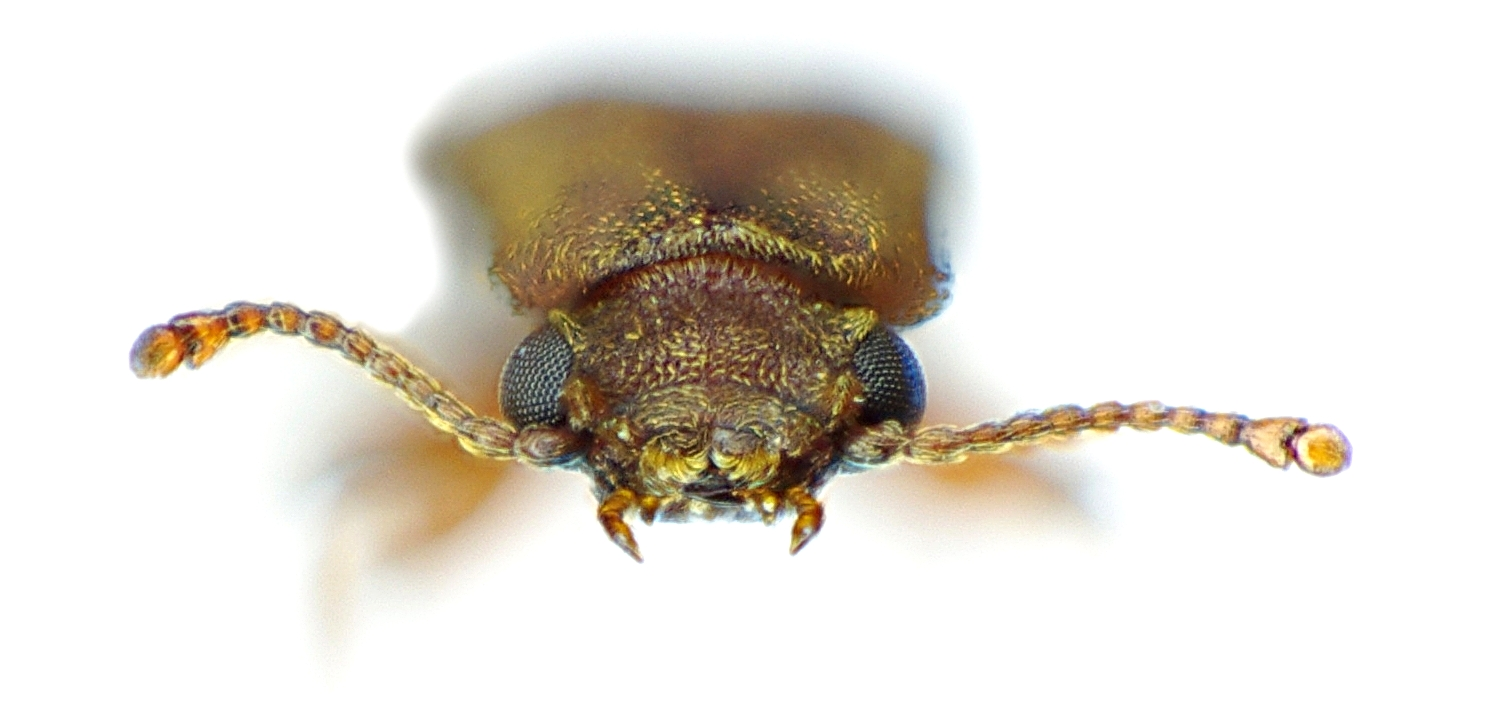
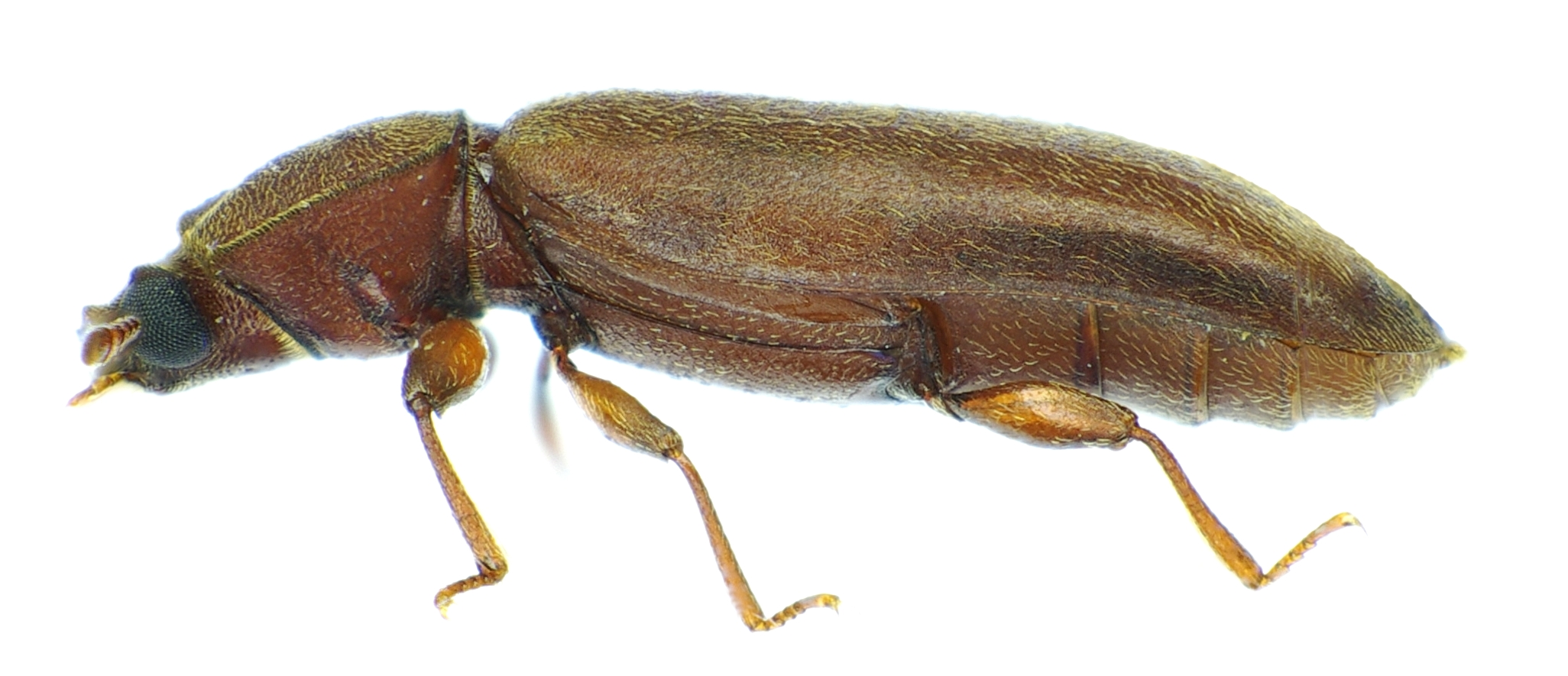
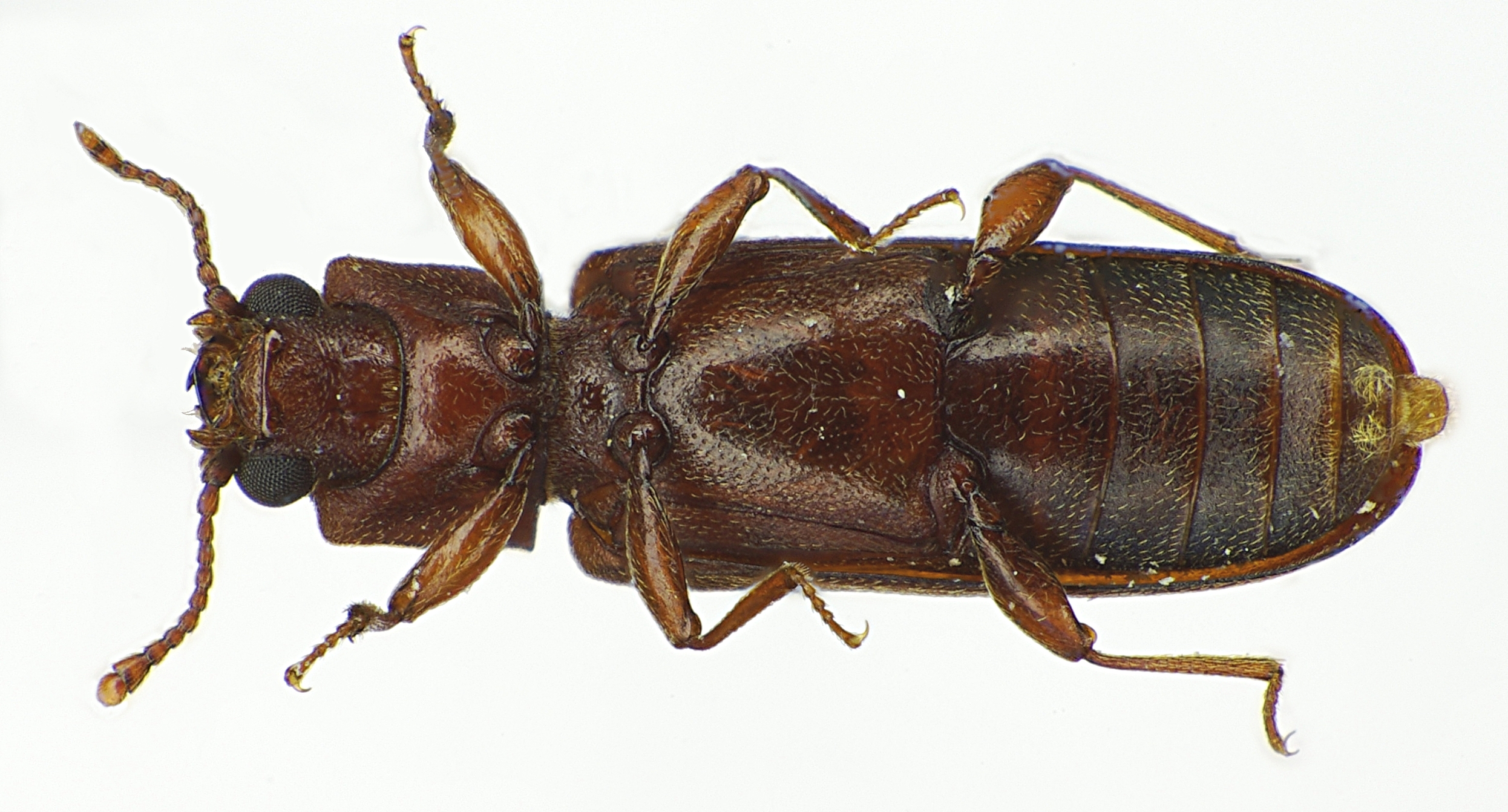
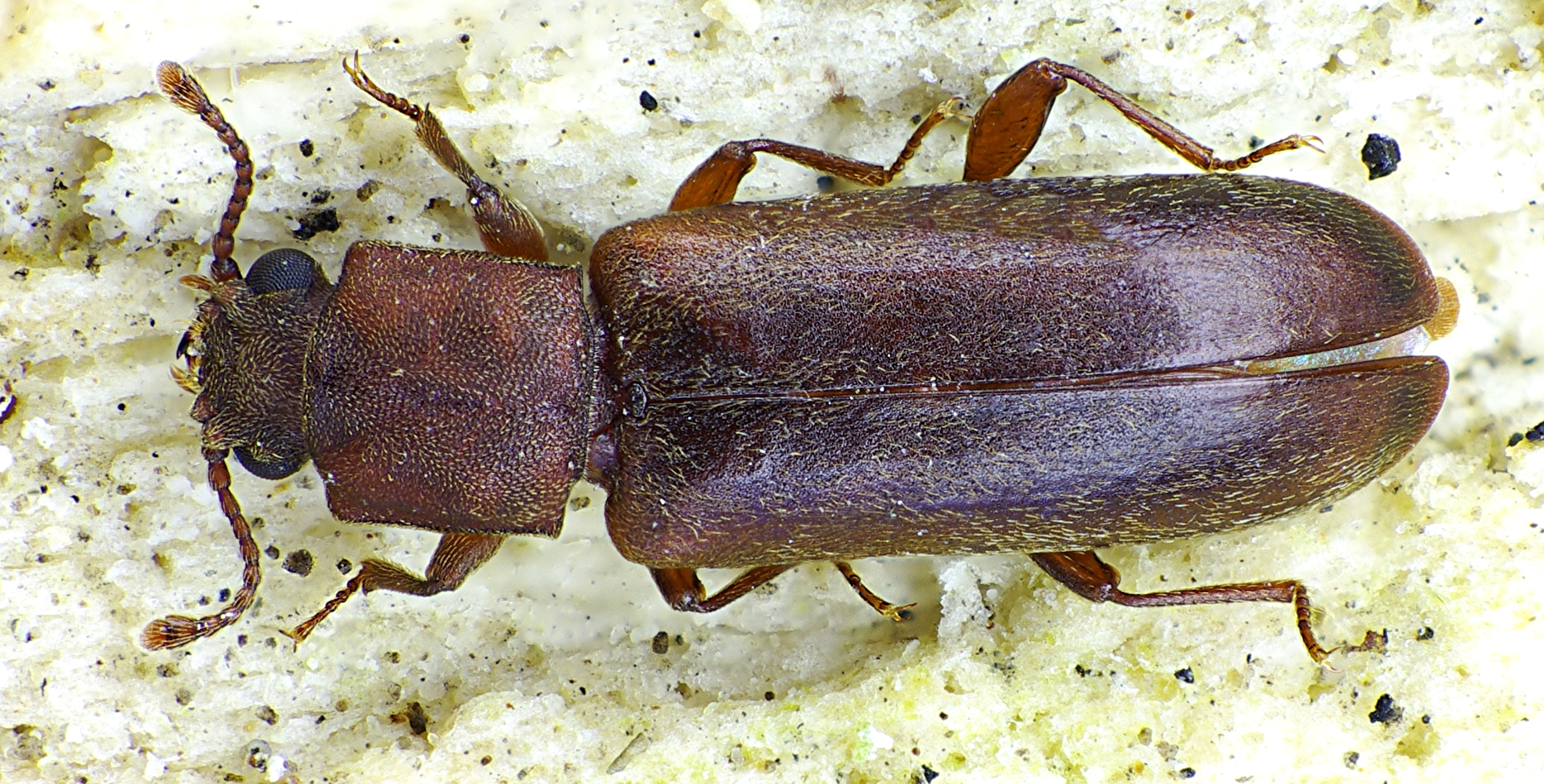
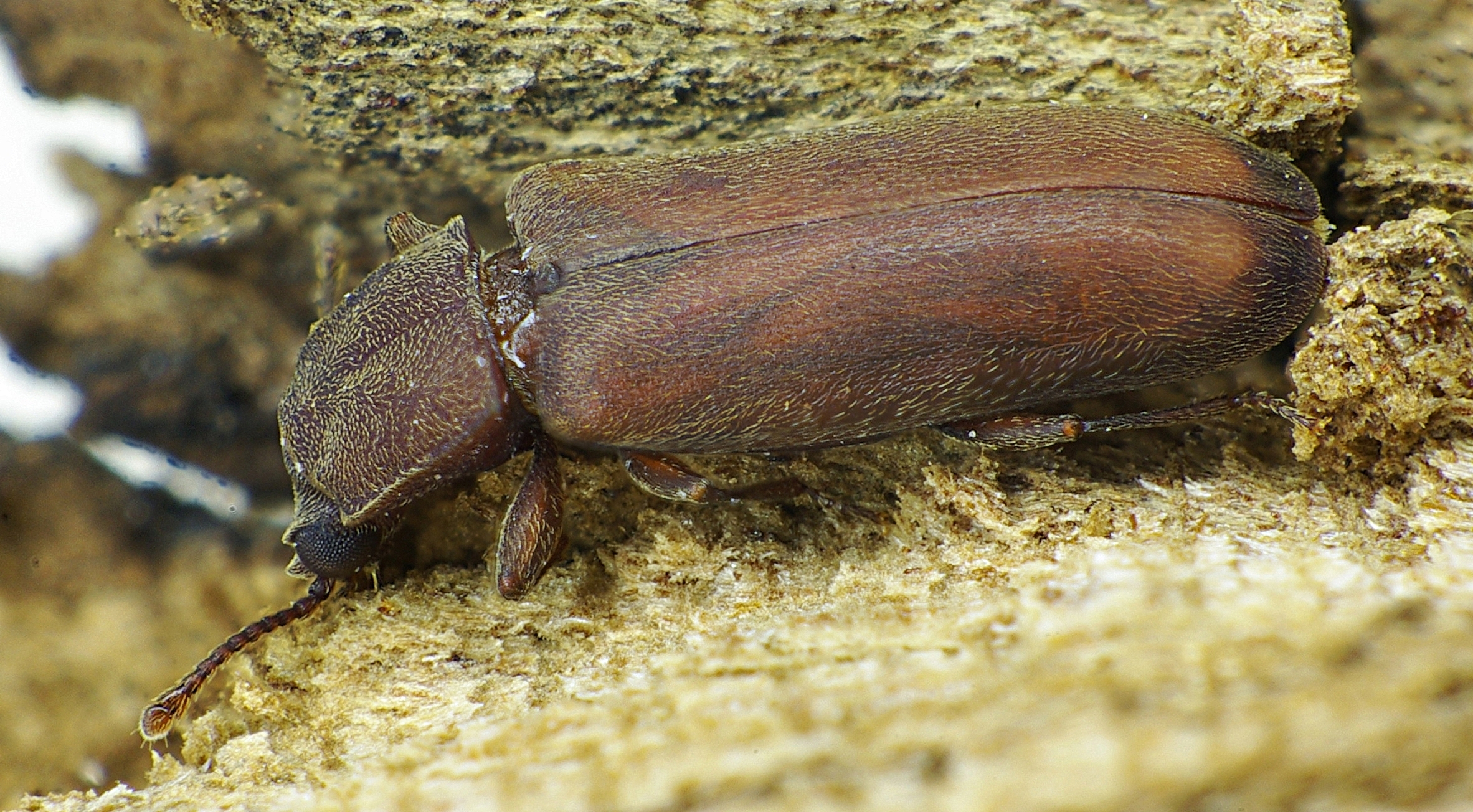
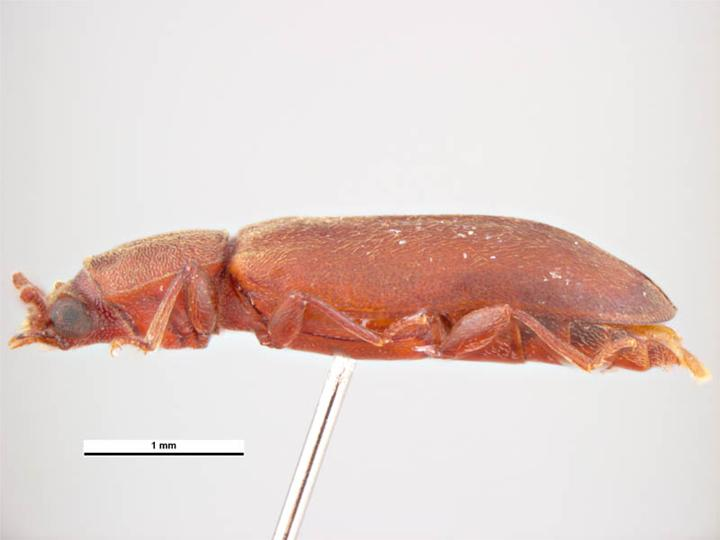